# DELAG

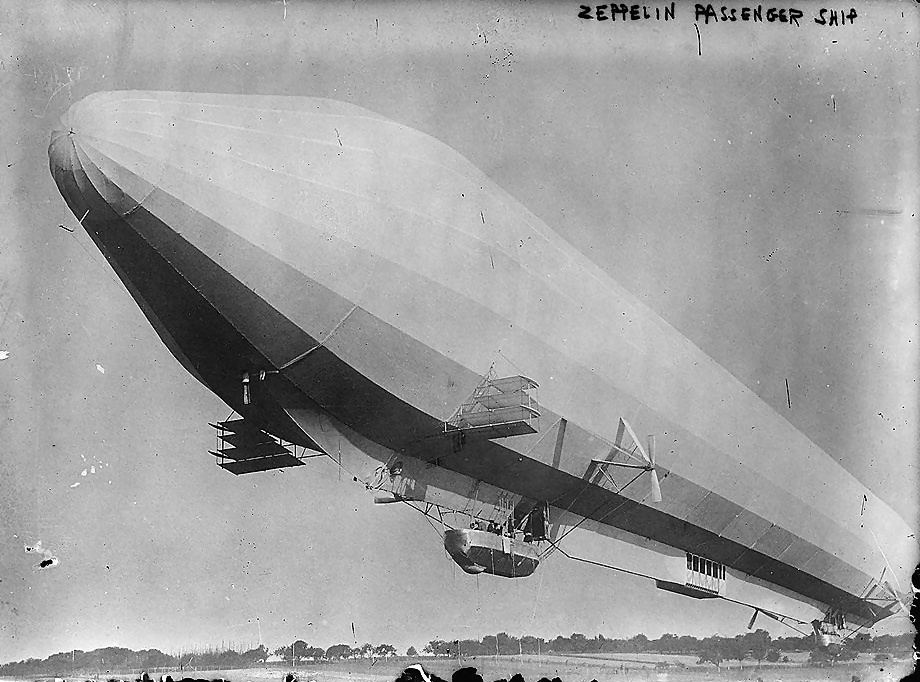
Vzducholoď LZ7 Deutschland společnosti DELAG

DELAG, Deutsche Luftschifffahrts-Aktiengesellschaft, byla první civilní letecká dopravní společnost na světě. Zajišťovala vzducholodní dopravu. Byla založena 16. listopadu 1909. Sídlo společnosti bylo ve Frankfurtu nad Mohanem.
Firmu založil Alfred Colsman, generální ředitel zeppelinova koncernu poté, kdy dočasně opadl zájem armády o ztužené vzducholodě a bylo třeba zajistit odbyt cestovních vzducholodí firmy Luftschiffbau Zeppelin. Většinu základního kapitálu do společnosti vnesla města Frankfurt nad Mohanem a Düsseldorf. Společnost začala přepravovat cestující v roce 1910 na lince Frankfurt nad Mohanem - Baden-Baden - Düsseldorf se ztuženou vzducholodí LZ 7 Deutschland. Ta byla zničena 10 dní poté 28. června při nehodě.
Do začátku první světové války vzducholodě společnosti přepravily 34,028 pasažérů na 1,588 letech, flotila nalétala 172,535 km. Na začátku 1. světové války vzducholodě společnosti zrekvírovala armáda, po jejím skončení Německo vzducholodě provozovat nesmělo. Proto až v září 1928 společnost začala provozovat novou vzducholodí LZ 127 Graf Zeppelin, která byla schopna i transatlantických letů.
Společnost přestala provozovat veškeré své lety v roce 1935.

## Flotila
Před první světovou válkou:
- LZ 7 Deutschland
- LZ 8 Deutschland (náhrada LZ 7)
- LZ 10 Schwaben
- LZ 11 Viktoria Luise
- LZ 13 Hansa
- LZ 17 Sachsen

Po válce:
- LZ 120 Bodensee
- LZ 121 Nordstern
- LZ 127 Graf Zeppelin
- LZ 129 Hindenburg